# Josef Pavel (1908)
Josef Pavel (18. září 1908, Novosedly – 9. dubna 1973, Benešov) byl československý komunistický funkcionář a politik. V letech 1937–1939 byl příslušníkem interbrigád ve španělské občanské válce. Po komunistickém převratu v únoru 1948, kterého se zúčastnil jako velitel Lidových milicí, se stal náměstkem ministra vnitra a podílel se na represích proti odpůrcům režimu. V roce 1951 byl zatčen a roku 1953 ve vykonstruovaném procesu odsouzen za velezradu k 25 letům odnětí svobody. V roce 1955 byl z vězení propuštěn a poté pracoval na mezinárodním oddělení ústředního výboru ČSTV. Do politiky se vrátil v době pražského jara 1968, kdy byl ministrem vnitra ČSSR.

## Život

### Mládí
Pocházel z chudé dělnické rodiny. Po ukončení měšťanské školy se vyučil obchodním příručím a dále pracoval v různých zaměstnáních.
Od mládí byl levicově orientován, byl členem Federace proletářské tělovýchovy, v roce 1928 vstoupil do Komsomolu. Členem KSČ se stal v roce 1932 a zanedlouho se dostal do jejího pražského krajského vedení. Roku 1935 ho strana vyslala na Mezinárodní leninskou školu v Moskvě, kde používal krycí jméno František Šustr. Zkušenosti s vedením ozbrojených oddílů získal ve vojenském učilišti v Rjazani.

### Španělská občanská válka
V lednu 1937 odjel do Španělska, kde se jako příslušník interbrigád zapojil na straně republikánů do občanské války. Postupně působil jako instruktor pro sovětskou výzbroj, politruk, velitel praporu Dimitrov a nakonec jako velitel praporu při obraně Barcelony v roce 1939.

### Druhá světová válka
Po porážce republikánů uprchl do Francie a byl internován, napřed na francouzském území a od roku 1941 v Alžírsku, kde byl v květnu 1943 osvobozen. Byl přemístěn do Velké Británie a vstoupil do československé zahraniční armády. Nebyl zařazen do bojové jednotky, ale do tankových dílen. V Británii se oženil s Lilly Fischlovou (1918–1999), dcerou židovského průmyslníka z Ústí nad Labem. Měli syna Josefa (1944–2000), který po revoluci pracoval na Ministerstvu zahraničních věcí. V letech 1944–1945 se Pavel jako příslušník Čs. obrněné brigády zúčastnil obléhání Dunkerque.

### Poválečná kariéra
V osvobozeném Československu působil v krajských výborech KSČ v Ústí nad Labem a Plzni, od roku 1947 byl vedoucím tajemníkem branně-bezpečnostního oddělení sekretariátu ÚV KSČ. V této funkci v únorových dnech pracoval na posilování pozic strany ve Sboru národní bezpečnosti a řízení jednotek SNB.
Na komunistickém převratu v únoru 1948 se podílel jako náčelník (jmenován 22. 2.) hlavního štábu Lidových milicí. Ve volbách v květnu 1948 byl zvolen poslancem Národního shromáždění a stal se 1. místopředsedou jeho branného a bezpečnostního výboru. Od ledna 1949 byl náměstkem ministra vnitra Václava Noska a získal hodnost generála SNB. Byl členem bezpečnostní komise ÚV KSČ (tzv. Bezpečnostní pětky). V těchto funkcích se podílel na represích proti odpůrcům komunistického režimu. Na IX. sjezdu KSČ v květnu 1949 byl zvolen členem ústředního výboru.
V roce 1950 byl z funkce náměstka ministra odvolán a nahrazen Karlem Švábem. Byl pověřen velením při formování Pohraniční stráže. Od 1. ledna 1951 působil ve škole ministerstva vnitra na Slapech. Zde byl 2. února 1951 zatčen.

### Věznění
Ve vazbě se ho vyšetřovatelé Státní bezpečnosti za pomoci mučení a psychického nátlaku snažili donutit, aby se přiznal k členství v neexistující trockistické spiklenecké skupině. Cílem spiknutí mělo být zavraždění generálního tajemníka ÚV KSČ Rudolfa Slánského a dalších představitelů strany, státní převrat a návrat Československa ke kapitalismu. Po Slánského zatčení byl naopak nucen k přiznání, že s ním spolupracoval. Přes brutální mučení se Pavel k žádné protistátní činnosti nepřiznal, což pravděpodobně přispělo k tomu, že nebyl odsouzen k trestu smrti. Hlavní líčení vykonstruovaného procesu proběhlo 30. prosince 1953 a Pavel byl odsouzen za velezradu k 25 letům odnětí svobody.
Byl vězněn v Leopoldově a na Pankráci. Během věznění několikrát žádal o přešetření svého případu. Na základě stížnosti generálního prokurátora proti rozsudku Nejvyšší soud 19. října 1955 zprostil Pavla všech obvinění.
Po propuštění z vězení pracoval na mezinárodním oddělení ústředního výboru ČSTV.

### Návrat do politiky v roce 1968

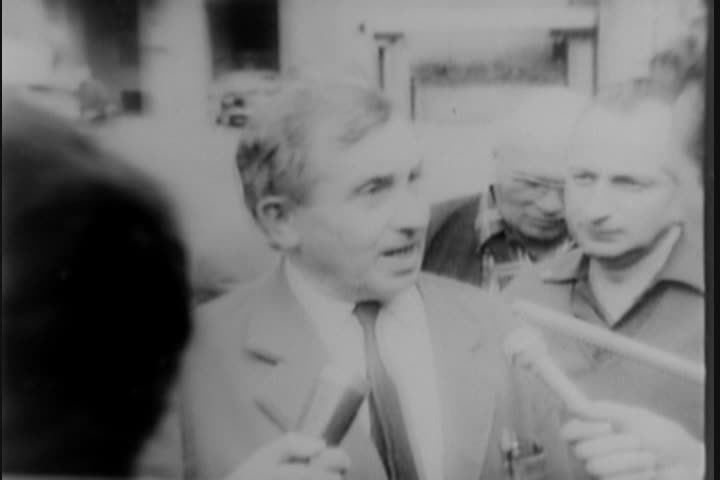
Pavel v roce 1968 komentuje řešení poinvazní situace.

V dubnu 1968, v období pražského jara, byl jmenován ministrem vnitra ve vládě Oldřicha Černíka a pokusil se o reformu bezpečnostních složek. Snažil se o změnu zaměření Státní bezpečnosti hlavně na ochranu před vnějšími nepřáteli státu; vyšetřování politických trestných činů, spáchaných bez spolupráce s cizí mocí, mělo přejít do kompetence VB. Podporoval rehabilitaci obětí politických procesů i vznik organizace bývalých politických vězňů K 231.
Jeho reformní snahy narazily na odpor jak mezi příslušníky StB, tak i ze strany sovětských představitelů. Po invazi vojsk Varšavské smlouvy byl donucen k demisi, později byl vyloučen z KSČ a odešel do důchodu. StB ho sledovala až do jeho smrti v roce 1973.